# Fahad Albutairi
Fahad Albutairi (àrab: فهد البتيري, Fahd al-Butayrī) (Khobar, 12 de maig de 1985) és un comediant, actor, guionista i pres polític saudí. Albutairi es va convertir en el primer còmic a presentar-se en l'escenari professionalment de l'Aràbia Saudita i les monarquies del Golf Pèrsic, després de la relaxació de les lleis estrictes en contra de la crítica de certs aspectes de la societat saudita.
Al març de 2018, va ser detingut a Jordània, concretament, i segons els informes, «va ser emmanillat, amb els ulls embenats i portat amb avió fins a l'Aràbia Saudita». La seva esposa, l'activista pels drets de la dona, Loujain al-Hathloul, també està sota arrest.

## Trajectòria
Va començar a realitzar comèdia stand-up com a estudiant de la Universitat de Texas a Austin, de la qual es va graduar al desembre de 2007. El seu primer material va tractar de la seva identitat com a estudiant estranger estudiant a l'Amèrica del Nord després dels atemptats de l'11 de setembre de 2001. Considera que el seu veritable començament va ser a les nits de micròfon obert en els clubs de comèdia local d'Austin. El seu debut com a comediant d'stand-up en els països àrabs va ser el 2 d'octubre de 2008, obrint el xou per a Ahmed Ahmed i Maz Jobrani a Bahrain, juntament amb altres comediants com a part de la Gira de la Comèdia Eix del Mal.
Des de llavors, ha compartit escenari amb comediants com Gabriel Iglesias, Sebastian Maniscalco, Bobby Lee, Erik Griffin, Dean Edwards, Angelo Tsarouchas, Aron Kader i Dean Obeidallah. Albutairi es va presentar regularment a l'Aràbia Saudita. A pesar que inicialment es preocupava sobre com les audiències a l'Aràbia Saudita podrien rebre el seu xou, la seva primera actuació a Aràbia Saudita va ser a Riad al febrer de 2009, la qual va atreure una audiència de més 1.200 persones. El 3 de novembre de 2009, va guanyar el concurs Be a Part del Festival de Comèdia Amman Stand-up entre 65 concursants de parla anglesa.
El 18 de març de 2010, va prendre part per primera vegada d'en un estand-up al Iemen juntament amb els seus companys comediants Khalid Khalifa i Abraham Alkhairallah, i el còmic egipci-estatunidenc Ahmed Ahmed. També va prendre part en el xou «Nous rostres de la Comèdia Àrab» en el Festival de Comèdia Àrab-Americà 2010 de Nova York, i va ser un dels «nous rostres» per a ser triat com el «Millor de la festa» la nit del festival.
Al març de 2013, tant The Washington Post i The National van denominar a Albutairi com el «Seinfeld de l'Aràbia Saudita». També va ser triat per a estar en el panell de jutges de la més gran competència de comèdia en viu en línia de la regió, «El Kit Kat Comedy Break Show».
El 15 de gener de 2016, es va presentar a la Fàbrica del Riure de Hollywood amb Maz Jobrani, Tony Rock, Steve Hofstetter, entre d'altres. Va ser el primer comediant professional de comèdia en viu d'Aràbia a participar-hi.

### Pel·lícula
| Any  | Títol                | Rol          | Notes              |
| ---- | -------------------- | ------------ | ------------------ |
| 2015 | From A to B          | Yousef 'Jay' |                    |
| 2018 | Rashid & Rajab       | Fahad        | postproducció      |
| 2019 | A Love Above the Law | escriptor    | en desenvolupament |

### Televisió
| Any  | Títol                   | Rol                | Notes                                                                                          |
| ---- | ----------------------- | ------------------ | ---------------------------------------------------------------------------------------------- |
| 2012 | Night Shift / شفت الليل | comprador          | Episodi: «In a Supermarket Very Very Soon / في سوبر ماركت قريب جداً جداً» Canal: Rotana Khalijia |
| 2017 | American Dad!           | Bear Grylls (àrab) | Episodi: «The Bitchin' Race» (veu)                                                             |
| 2017 | CUT                     | Abdulrahman        | Canal: MBC 1                                                                                   |